# (4590) Dimashchegolev
(4590) Dimashchegolev est un astéroïde de la ceinture principale.

## Description
(4590) Dimashchegolev est un astéroïde de la ceinture principale. Il fut découvert le 25 juillet 1968 à Cerro El Roble par Gouri Pliouguine et Iouri Beliaïev. Il présente une orbite caractérisée par un demi-grand axe de 2,37 UA, une excentricité de 0,18 et une inclinaison de 12,5° par rapport à l'écliptique.

## Compléments